# Glofish
GloFish är en patenterad art genmodifierade akvariefiskar som har försetts med gener från koraller och maneter vilket tillåter dem att bilda fluorescerande proteiner. Den ursprungliga arten var en modifierad variant av zebrafisk (Danio rerio), senare har också varianter av tetra (Gymnocorymbus ternetzi) och tigerbarb (Puntius tetrazona) lanserats. Trots att de inte ursprungligen utvecklades för guldfiskmarknaden blev de en av de första GMO-produkterna som blev tillgängliga för allmänheten. GloFish säljs endast i USA (med undantag för Kalifornien) och är tills vidare det enda genmodifierade husdjuret som är kommersiellt tillgängligt i landet. Rättigheterna till Glofish tillhör Yorktown Technologies, företaget som kommersialiserade fisken.

## Uppkomst
Glofish upptäcktes först år 1999 då Dr. Zhiyuan Gong med sina kollegor vid National University of Singapore arbetade med en gen som bildar GFP, green fluorescent protein, en gen som vanligtvis finns i maneter och där producerar en klar grön fluorescens. De tillsatte genen i ett zebrafiskembryo i hopp om att utveckla en fisk som kunde upptäcka föroreningar genom att fluorescera vid närvaron av utvalda toxiner. Att utveckla en självlysande fisk var ett viktigt steg i processen och universitetet tog patent på organismen och dess produktion. Kort därefter gjordes en överenskommelse med Yorktown Technologies där de fick rättigheterna till produkten som de därpå gav produktnamnet GloFish. GloFish är den första genetiskt modifierade organismen som har börjat säljas som husdjur.

## Laglighet
Eftersom USA:s FDA (Food and Drug Administration) anser att de inlagda generna är läkemedel bestämmer de därefter över alla genmodifierande djur i landet. Enligt dem används akvariefiskar inte i matlagning och är därför inte farliga för människor, eftersom de inte heller är några allvarliga hot mot naturen i jämförelse med sina motsvarande icke-modifierade fiskar är de inte till problem och därför lagliga. Det officiella utlåtandet från 9 december 2003 lyder som följande:
Because tropical aquarium fish are not used for food purposes, they pose no threat to the food supply. There is no evidence that these genetically engineered zebra danio fish pose any more threat to the environment than their unmodified counterparts which have long been widely sold in the United States. In the absence of a clear risk to the public health, the FDA finds no reason to regulate these particular fish.

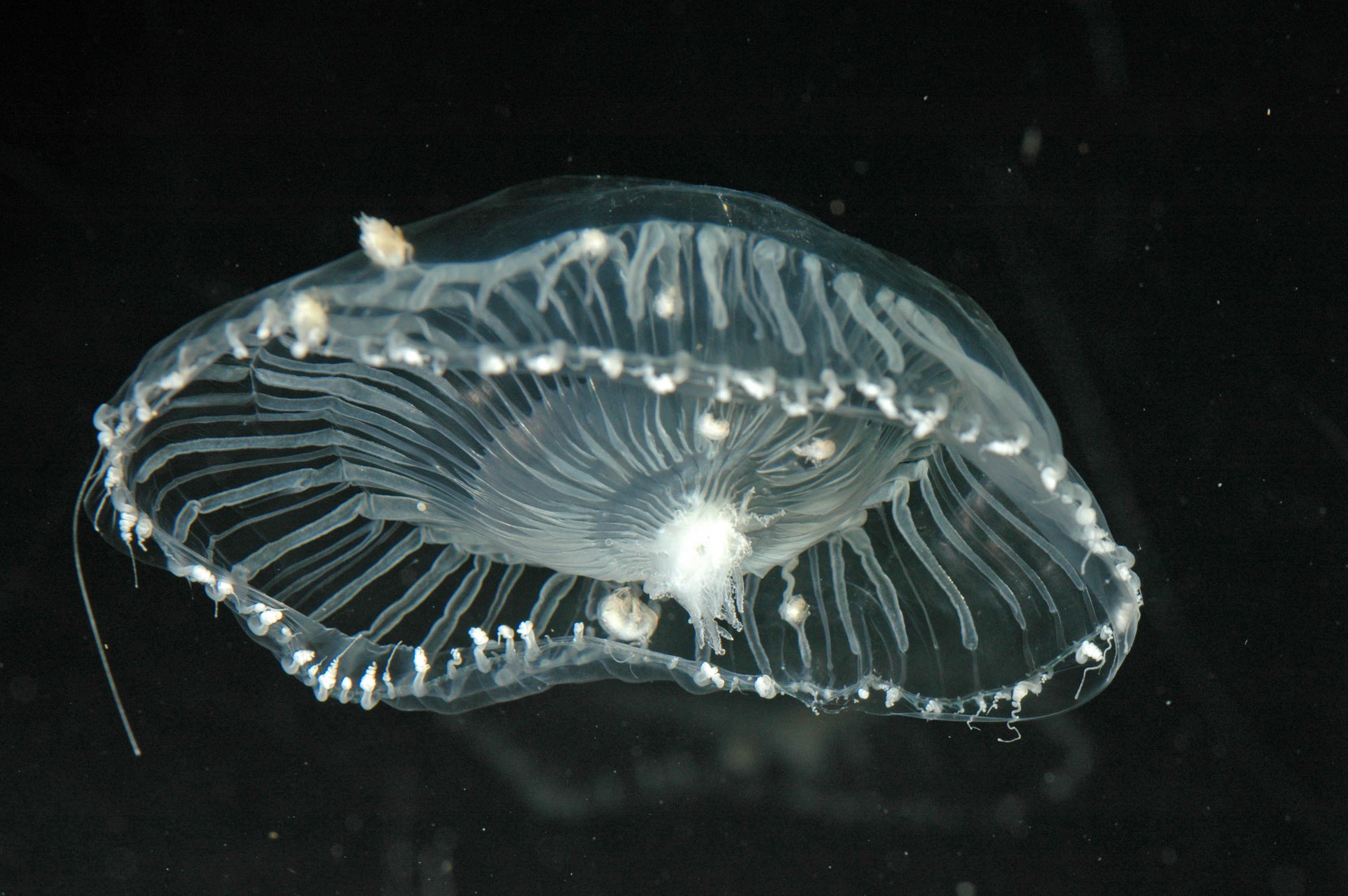
Aequorea victoria, en av maneterna vars gener används i GloFish

Fiskarna är inte tillåtna i EU eller Kanada och säljs endast i USA med undantag för Kalifornien, eftersom statens nuvarande lagar förbjuder alla genetiskt modifierade fiskar är de inte tillåtna i staten, denna lag togs i bruk före GloFish för att förhindra spridningen av genetiskt modifierad lax. Den främsta orsaken till förbudet är att man inte vet tillräckligt om dessa och hur de utvecklas med tid organismer för att göra dem lagliga.

## Färgkällor
Organismer vars fluorescerande proteiner används är GFP (Aequoria victoria, manet), GFP (Renilla reniformis, korall), dsRed (Discosoma, korall), eqFP611 (Entcmaea quadricolor, havsanemon), RTMS5 (Montiflora Effloroscens, korall), dronpa (Pectinidae, korall), KFP (Anemonia sulcata, havsanemon), eosFP (Lobophyllia hemprichii, koral), and dendra (Dendronephythya, korall).

## Bieffekter
GloFish har i stort sett inga fler problem än vanliga fiskar, dock har de en något nedsatt fertilitet i jämförelse med de icke-modifierade fiskarna av motsvarande art, antagligen på grund av att det ökade energibehovet som fluorescerande funktionerna kräver gör att mindre energi når könsorganen.